# Stephen Hales
Stephen Hales (Bekesbourne, Kent, 17 de setembro de 1677 — Teddington, 4 de janeiro de 1761) foi um fisiologista, químico e inventor inglês.
Stephen Hales nasceu em Bekesbourne,Kent. Hales estudou o papel do ar e da água na manutenção da vida animal e vegetal. Deu precisas descrições dos movimentos da água nas plantas, e demonstrou que as plantas absorvem ar. Hales também é creditado com importantes desenvolvimentos no domínio da coleta de gases.
Conhecido como um pioneiro da fisiologia experimental, Hales mostrou que alguns reflexos são mediados pela medula espinhal.

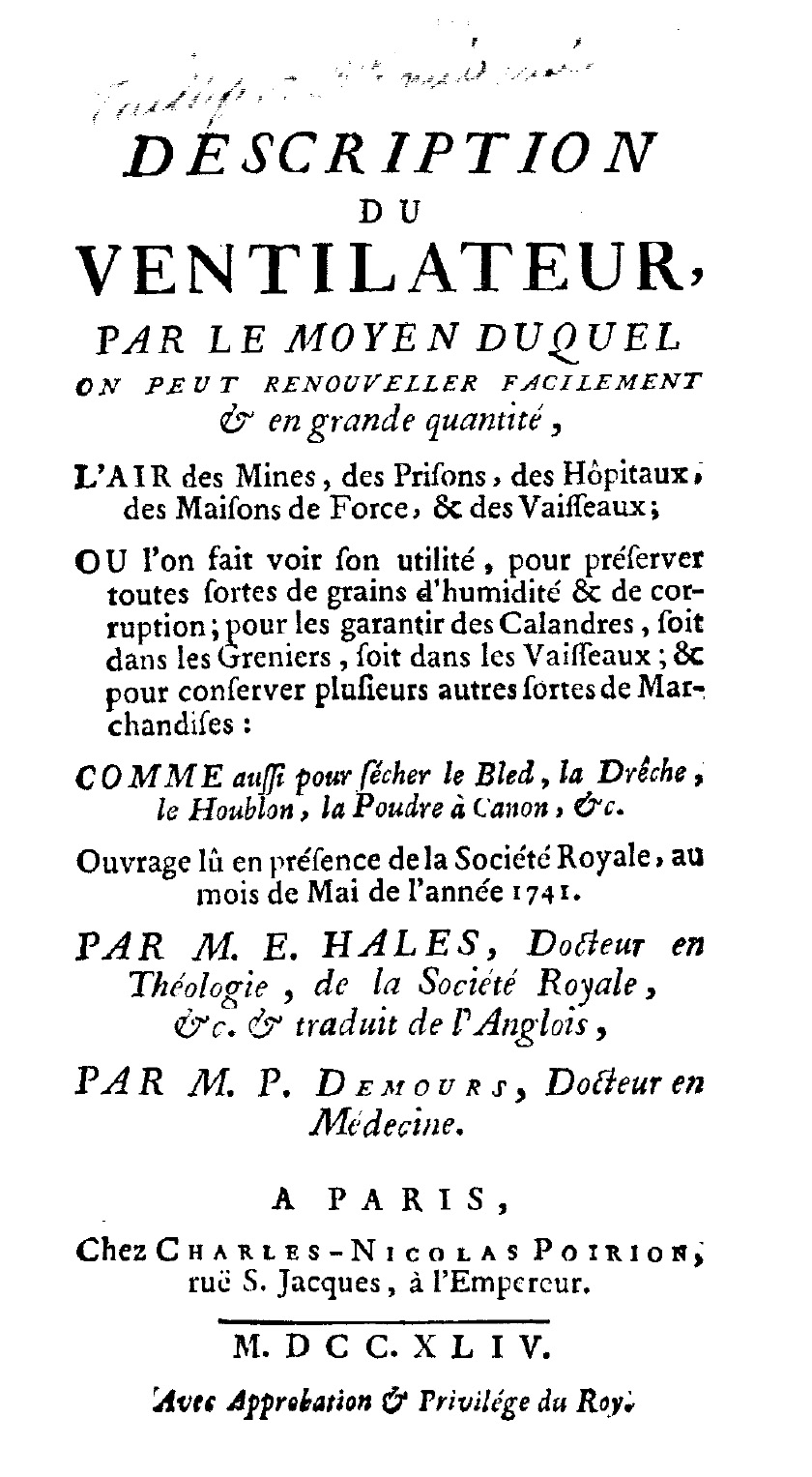
Description du ventilateur (edição francesa da Descrição dos ventiladores), 1744

Recebeu a Medalha Copley de 1739, "por seus experimentos em busca de medicamentos para dissolver cálculos renais, e conservantes para alimentos em longas viagens marítimas".

## Contribuições
As contribuições de Hales à ciência foram muito amplas, das quais se compilam em quatro áreas de interesse: fisiologia vegetal, a química do ar, fisiologia animal e ventilação de espaço confinados. Sua principal obra foi Statical Essays, na qual o primeiro volume, Vegetable Staticks (1727), trata sobre fisiologia vegetal e a química do ar. Hales estudou a transpiração das plantas através de estimativas sobre as dimensões das folhas e raízes, as quais lhe permitiram definir a pressão radicular e, portanto, o fluxo de água no vegetal, o que precedia a teoria de coesão relacionada ao movimento da água (tensão superficial). Hales também pressupôs que a luz agia como fonte de energia para o crescimento das plantas e descreveu a entrada de ar em vegetais pelo tronco, folhas e raiz.
O segundo volume, Haemastaticks (1733), aborda a fisiologia animal. Hales realizou diversos experimentos relacionados ao sistema circulatório, como a medição da pressão sanguínea, observando que os fluidos animais se movem conforme as leis da hidráulica e leis da hidrostática, calculou a altura atingida pelo sangue quando um fino tudo era inserido nas artérias de animais. Hales completou ampla gamas de testes em diferentes animais e fez uma série de descobertas originais, aceitas como conhecimento comum. Como exemplo, observou que em animais maiores, como cavalos e bois, a pressão arterial é mais alta e o pulso mais lento do que em animais menores como cães e ovelhas.
Ainda avançando nas descobertas sobre a pressão arterial, observou os efeitos da hemorragia, incluindo o choque hemorrágico através da medição da pressão arterial, funções das válvulas mitral e  válvula aórtica durante a sístole e a diástole e o desenvolvimento de moldes de cera do ventrículo do coração. Ainda observou que a pressão venosa é mais baixa que a pressão arterial e mais baixa que a pressão na veia cava.
Ademais Hales realizou análises da elasticidade das artérias durante as pulsações e definiu o atrito responsável  pela resistência ao fluxo de sangue em pequenos vasos sanguíneos.
Os resultados foram obtidos graças à avaliação do comportamento de animais vivos e de uma série de moldes produzidos por Hales para os experimentos. Haemastaticks também descreve trabalhos não relacionados com o sangue, como as tentativas de dissolver cálculos com diversas substâncias, mas que resultou no desenvolvimento de um cateter de bexiga de duplo lúmen e na projeção de uma pinça para remoção de cálculos urinários, estudos sobre crescimento dos ossos, que demonstrou o crescimento do epifisário, uma placa de cartilagem encontrada na terminação de ossos longos em crianças e adolescentes. bem como dos reflexos espinhais em sapos, através do qual sugeriu que a eletricidade permitia aos nervos controlar a função muscular.
Como inventor, Hales desenvolveu ventiladores a fim de combater miasma em ambientes fechados. Seus ventiladores foram utilizados em grande escala em minas, navios, prisões e obtiveram sucesso em reduzir o número de doenças respiratórias.